# 470 (клас яхт)

470 — олімпійський клас вітрильних яхт. Швертбот. Назва класу походить від довжини корпусу в сантиметрах.470 — двомісна шлюпка, розроблена в 1962 році французьким архітектором Андре Корню.  Олімпійська серія з 1976 року. 
Яхти цього класу виготовляються за єдиним кресленням (монотип), що забезпечує їх однакові характеристики. Технічні характеристики:
- Довжина корпусу: повна — 4700 мм, по ватерлінії — 4400 мм,
- Водотоннажність: 120 кг;
- Ширина корпусу: 1200 мм;
- Висота щогли: 6760 мм;
- Площа вітрил: Грот — 9.15 м², стаксель — 3.58 м², спінакер — 13.00 м².
- Екіпаж: 2 людини.